# Scaphyglottis boliviensis
Scaphyglottis boliviensis är en orkidéart som först beskrevs av Robert Allen Rolfe, och fick sitt nu gällande namn av Bryan Roger Adams. Scaphyglottis boliviensis ingår i släktet Scaphyglottis och familjen orkidéer. Inga underarter finns listade i Catalogue of Life.